# ألان سوليفان
ألان سوليفان (بالإنجليزية: Edward Alan Sullivan )‏ (و. 1868 – 1947 م) هو كاتب، وشاعر كندي، ولد في مونتريال، توفي عن عمر يناهز 79 عاماً.

## التعليم
تعلم في مدرسة لوريتو ‏.

## جوائز
حصل على جوائز منها:
- جائزة الحاكم العام للروايات باللغة الإنجليزية [الإنجليزية]‏، عن عمل: Three Came to Ville Marie ‏ (1941).

## روابط خارجية
- ألان سوليفان على موقع قاعدة بيانات برودواي على الإنترنت (الإنجليزية)